# لیپنیک (ناحیه ملادا بولسلاف)
لیپنیک (به چکی: Lipník) یک منطقهٔ مسکونی در جمهوری چک است که در ناحیه ملادا بولسلاو واقع شده‌است. لیپنیک ۹٫۳۵ کیلومتر مربع مساحت و ۳۰۹ نفر جمعیت دارد و ۲۵۸ متر بالاتر از سطح دریا واقع شده‌است.